# Rogoz
Rogoz (lat. Typha), biljni rod listopadnih, vodenih trajnica iz porodice rogozovki. Oko četrdesetak vrsta, poglavito na sjevernoj polutki. U Hrvatskoj postoji nekoliko vrsta: uskolisni rogoz (T. angustifolia), širokolisni rogoz (T. latifolia), laxmannov rogoz (T. laxmannii), patuljasti rogoz (T. minima), T. domingensis, T. shuttleworthii i T. x glauca.

## Opis
Rod Typha od oko 30 vrsta visokih trskolikih močvarnih biljaka (porodica Typhaceae), koje se nalaze uglavnom u umjerenim i hladnim područjima sjeverne i južne hemisfere. Biljke nastanjuju slatke do blago bočate vode i smatraju se vodenim ili poluvodenim. Rogoz je važan za divlje životinje, a mnoge se vrste također uzgajaju kao ukrasne biljke za ribnjake i za aranžmane od suhog cvijeća. Dugi plosnati listovi rogoza (Typha latifolia) koriste se posebno za izradu prostirača i sjedala za stolice. Škrobni rizomi se ponegdje jedu.
Rogozi su uspravne višegodišnje biljke koje niču iz puzajućih rizoma. Dugi suženi listovi imaju glatke rubove i pomalo su spužvasti. Sićušni jednospolni cvjetovi nose se na gustom cilindričnom klasu, pri čemu su muški cvjetovi smješteni iznad ženskih cvjetova. Nakon što ispuste pelud, muški cvjetovi uvenu i otpadnu, ostavljajući karakteristične smeđe dlakave plodne klasove. Kad sazrije, klas se raspada i oslobađa pamučne mase sitnih sjemenki raspršenih vjetrom.

## Vrste
1. Typha albida Riedl
2. Typha alekseevii Mavrodiev
3. Typha androssovii Krasnova
4. Typha angustifolia L.
5. Typha × argoviensis Hausskn. ex Asch. & Graebn.
6. Typha austro-orientalis Mavrodiev
7. Typha azerbaijanensis Hamdi & Assadi
8. Typha × bavarica Graebn.
9. Typha biarmica Krasnova
10. Typha capensis (Rohrb.) N.E.Br.
11. Typha caspica Pobed.
12. Typha changbaiensis M.Jiang Wu & Y.T.Zhao
13. Typha davidiana (Kronf.) Hand.-Mazz.
14. Typha domingensis Pers.
15. Typha elephantina Roxb.
16. Typha ephemeroida Krasnova
17. Typha × gezei Rothm.
18. Typha × glauca Godr.
19. Typha grossheimii Pobed.
20. Typha incana Kapit. & Dyukina
21. Typha joannis Mavrodiev
22. Typha kalatensis Assadi & Hamdi
23. Typha kamelinii Krasnova
24. Typha komarovii Krasnova
25. Typha kozlovii Krasnova
26. Typha krasnovae Doweld
27. Typha latifolia L.
28. Typha laxmannii Lepech.
29. Typha linnaei Mavrodiev & Kapit.
30. Typha lugdunensis P.Chabert
31. Typha minima Funck
32. Typha orientalis C.Presl
33. Typha pallida Pobed.
34. Typha paludosa Krasnova
35. Typha × provincialis A.Camus
36. Typha przewalskii Skvortsov
37. Typha shuttleworthii W.D.J.Koch & Sond.
38. Typha sinantropica Krasnova
39. Typha sistanica De Marco & Dinelli
40. Typha × smirnovii Mavrodiev
41. Typha × soligorskiensis D.Dubovik
42. Typha subulata Crespo & Pérez-Mor.
43. Typha × suwensis T.Shimizu
44. Typha tichomirovii Mavrodiev
45. Typha turcomanica Pobed.
46. Typha tzvelevii Mavrodiev
47. Typha valentinii Mavrodiev
48. Typha varsobica Krasnova
49. Typha × volgensis Krasnova